# Ahn Young-kyu
Ahn Young-kyu là một cầu thủ bóng đá Hàn Quốc thi đấu cho Gwangju FC.